# Przełączka za Baranią Basztą
Przełączka za Baranią Basztą (słow. Sedlo za Baraňou baštou) – płytka przełączka znajdująca się w długiej południowo-wschodniej grani Wyżniego Baraniego Zwornika, w masywie Baranich Rogów w słowackiej części Tatr Wysokich. Siodło Przełączki za Baranią Basztą oddziela główny (południowo-wschodni) wierzchołek Baranich Rogów od mało wybitnej Baraniej Baszty. Na Przełączkę za Baranią Basztą nie prowadzą żadne znakowane szlaki turystyczne, najdogodniej dostępna jest przy przejściu granią od Baraniej Przełęczy.
Na południowy zachód od przełęczy rozciągają się rumowiska Baraniej Galerii.

## Historia
Pierwsze wejścia turystyczne:
- Kazimierz Bizański, Janusz Chmielowski, Witold Chmielowski, Adam Lewicki, Jan Bachleda Tajber, Klemens Bachleda i Wojciech Brzega, 24 września 1901 r. – letnie,
- Tibold Kregczy, Lajos Rokfalusy i Zoltán Votisky, 17 kwietnia 1911 r. – zimowe.